# 孟成巳
孟成巳（16世紀—17世紀），原名李成巳，萬曆三十年復姓孟。號麟野，山東濟南府肥城縣人。明朝政治人物、進士出身。

## 生平
万历十六年戊子科鄉試舉人，十七年（1589年）己丑科進士，兵部觀政，六月授河南汝阳县知县，丁憂歸。二十二年補固始知縣，三十年二月，升工科署科事给事中，復姓孟。巡视十庫，三十三年管太仓银库，三十四年升工科右，八月典試陕西，三十六年升户都科给事中。三十九年升任山西霸州兵备右参政，四十三年六月升陕西按察使，尋留任霸州兵备按察使，照旧管事，改河南按察使。四十五年升山西右布政使，次年患病致仕。

## 家族
养父李邦珍，嘉靖進士，官河南巡撫。生父孟知性。
子孟之脉。